# Bill Hartman
William Wayne „Bill“ Hartman (* 17. Juni 1943 in Stillwater, Oklahoma; † 15. Dezember 2022 in Springfield, Missouri) war ein US-amerikanischer Jazz- und Orchestermusiker (Bassposaune) und Hochschullehrer.

## Leben und Wirken
Hartman schloss 1966 mit dem Bachelor of Music Education an der University of Kansas ab, um 1972 den Master of Arts in Trombone Performance an der University of Iowa zu erlangen. Von 1968 bis 1972 spielte er in der United States Marine Band „The President's Own“. Stan Kenton holte ihn in sein Orchester, mit dem er 1973 bis 1974 tourte und bei den Alben 7.5 on the Richter Scale (1973)  Fire, Fury & Fun und Kenton Plays Chicago (1974) mitwirkte. Er gehörte auch zum Orchester der nationalen Tourneegruppe des Musicals Jesus Christ Superstar.
Hartman war seit 1974 Mitglied des Springfield Symphony Orchestra; daneben trat er mit dem Springfield Regional Opera Orchestra, dem Springfield Brass Quintet, dem Missouri Brass Consortium und dem Missouri Jazz Orchestra auf. 31 Jahre lang war er auch der Dirigent und Leiter von Caduceus – The Doctor’s Band. In Branson (Missouri) spielte er auch mit dem Lawrence Welk Orchestra, Kenny Rogers, Mel Tormé, Wayne Newton, Johnny Mathis, Lee Greenwood, Danny Davis and the Nashville Brass und Les Brown and His Band of Renown. Im Bereich des Jazz war er laut Tom Lord zwischen 1973 und 2008 an neun Aufnahmesessions beteiligt, u. a. mit der Arch Martin 6 Trombone Band, zuletzt mit The Mike Vax Big Band. Auch leitete er das Orchester von Roy Clark auf mehreren Platteneinspielungen.
Ab 1974 war Hartman bis 2010 Professor of Music an der Missouri State University.